# B. Gratz Brown
Benjamin Gratz Brown, född 28 maj 1826 i Lexington, Kentucky, död 13 december 1885 i Kirkwood, Missouri, var en amerikansk politiker.
Brown studerade vid Transylvania University och Yale College. Han arbetade som advokat i Saint Louis.
Brown inledde sin politiska karriär som demokrat. Han var en aktiv slaverimotståndare och bytte sedan parti till republikanerna. Han tjänstgjorde som överste i nordstaternas armé i amerikanska inbördeskriget. Han var ledamot av Missouris representanthus 1853–1858, ledamot av USA:s senat 1863–1867 och guvernör i Missouri 1871–1873.
Han var besviken på republikanerna och gick med i Liberalrepublikanska partiet som utmanade Ulysses S. Grant i presidentvalet i USA 1872. Både det partiet och demokraterna nominerade Horace Greeley till presidentkandidat och B. Gratz Brown till vicepresidentkandidat. Greeley dog i november 1872 efter själva valdagen och 18 av Greeleys röster i elektorskollegiet gick till Brown. Grant vann presidentvalet och Henry Wilson valdes till USA:s vicepresident. Efter valet återvände Brown till demokraterna.
Brown avled 1885 och gravsattes på Oak Hill Cemetery i Kirkwood.